# Mespelbrunn
Mespelbrunn is een gemeente in de Duitse deelstaat Beieren, en maakt deel uit van het Landkreis Aschaffenburg.
Mespelbrunn telt 2.218 inwoners.
In Mespelbrunn staat het Kasteel Mespelbrunn, een zogenaamd Wasserschloß. Hier werden in 1957 opnames gemaakt voor de film Das Wirtshaus im Spessart met de acteurs Liselotte Pulver en Carlos Thompson.
In het plaatsgedeelte (OT, oftewel Ortsteil) Hessenthal staat een driebeukige Bedevaartskerk.

## Afbeeldingen

Hessenthal
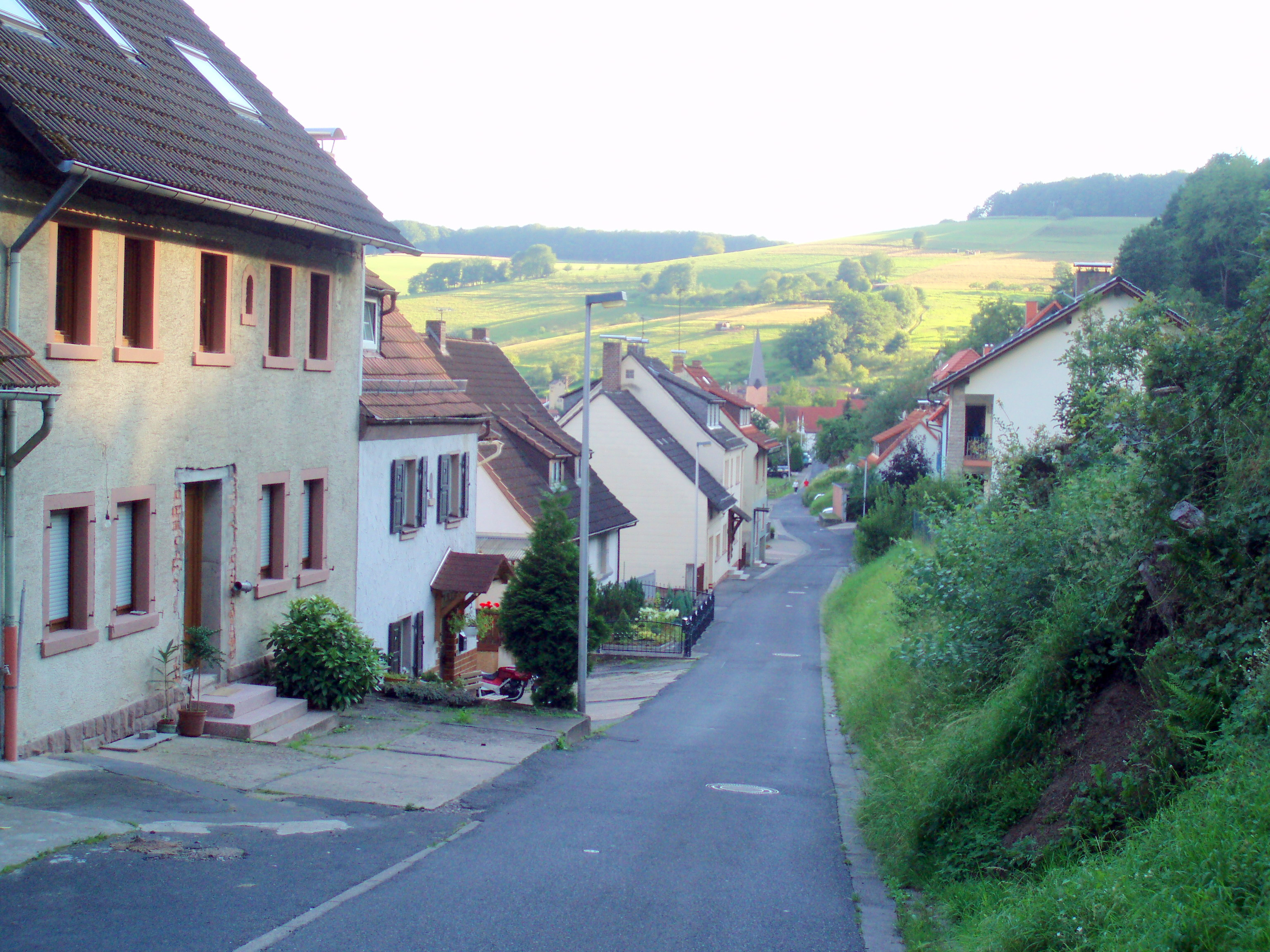
Mühlstraße in Hessenthal
Kerk van Hessenthal
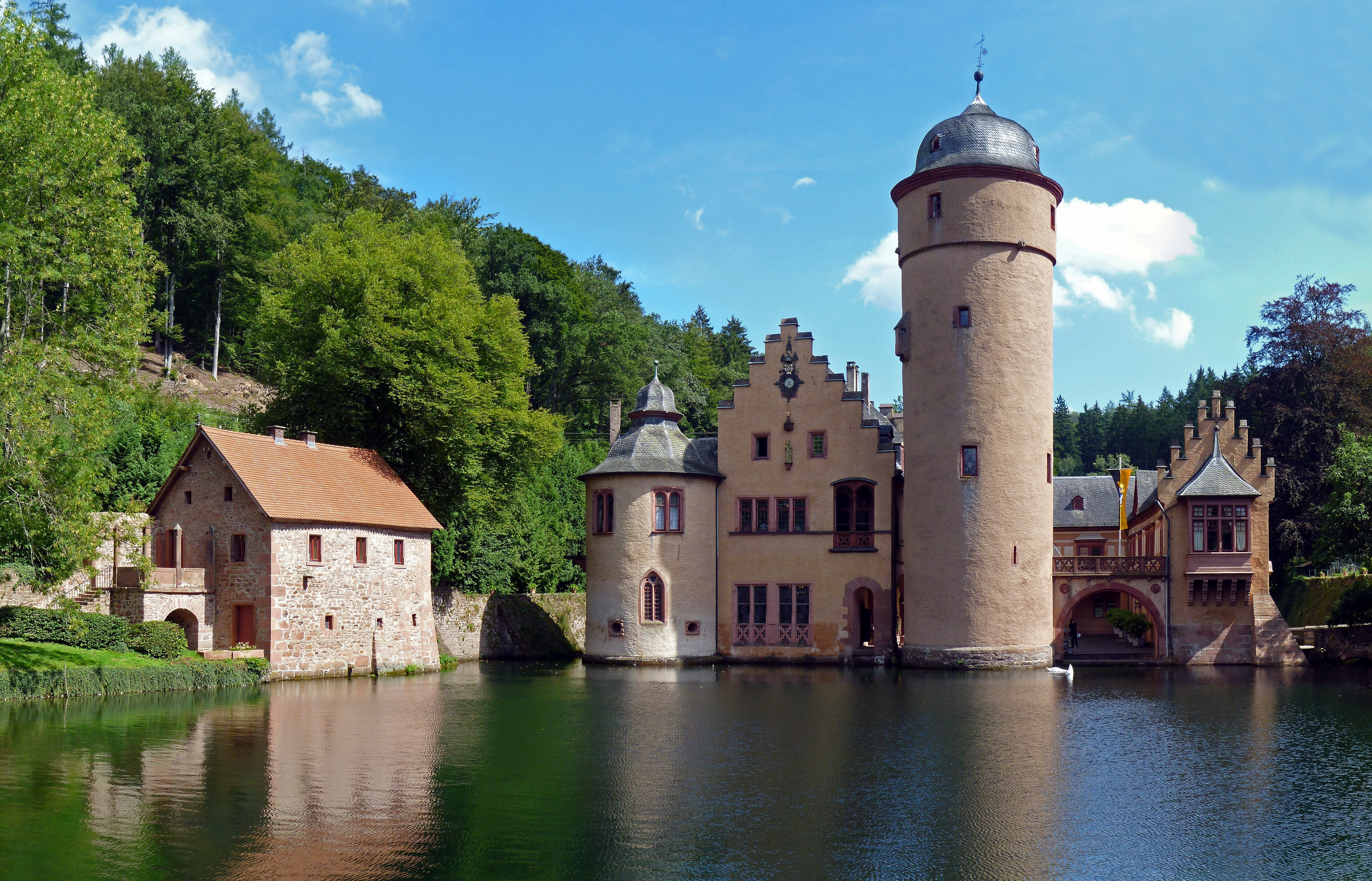
Kasteel in Mespelbrunn
Kapel in Mespelbrunn

Alzenau in Unterfranken ·
Bessenbach ·
Blankenbach ·
Dammbach ·
Geiselbach ·
Glattbach ·
Goldbach ·
Großostheim ·
Haibach ·
Heigenbrücken ·
Heimbuchenthal ·
Heinrichsthal ·
Hösbach ·
Johannesberg ·
Kahl am Main ·
Karlstein am Main ·
Kleinkahl ·
Kleinostheim ·
Krombach ·
Laufach ·
Mainaschaff ·
Mespelbrunn ·
Mömbris ·
Rothenbuch ·
Sailauf ·
Schöllkrippen ·
Sommerkahl ·
Stockstadt am Main ·
Waldaschaff ·
Weibersbrunn ·
Westerngrund ·
Wiesen